# Jean-René Saulière

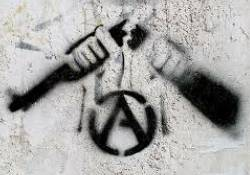
Anarchiste et anti-militariste

Jean-René Saulière dit André Arru est né le 6 septembre 1911 à Bordeaux en France et mort le 2 janvier 1999 à Marseille en France est un militant individualiste libertaire, pacifiste, insoumis et libre-penseur.
Il fut tour à tour employé de bureau puis représentant de commerce, artisan réparateur de cycle, libraire.

## Biographie
Biographie très complète sur :
- Dictionnaire international des militants anarchistes : ARRU, André (SAULIÈRE Jean, René, Gaston dit).
- L'Éphéméride anarchiste : André Arru.

## Citations
« Je refuse toute participation même anodine, même sans risques, à cette incommensurable bêtise - c'est le seul mot qui me paraît juste pour qualifier la guerre... J'agirais identiquement pour une révolution même si elle me paraissait sympathique... La violence, pour quelque raison que ce soit, ne résout jamais rien. »

« Mon parcours de militant a été, en partie, conditionné par une enfance perturbée. Mon père, mort à la guerre en 1916, je fus confié à mes grands-parents maternels avec qui, quelques années plus tard, je ne m’entendis plus. A treize ans, je quittai l’école, à un peu plus de quinze ans je partis du domicile de mes grands-parents. »

« J’aime analyser mes pensées, mes joies et mes peines, les raisons ou les non-raisons de mon comportement… J’aime me dédoubler, être acteur et témoin. Je suis sur le sofa et à l’écoute. Je cherche l’explication de mon moi et de ses actes instinctifs ou raisonnés, ou de ma pensée enfouie. »